# Конус виносу

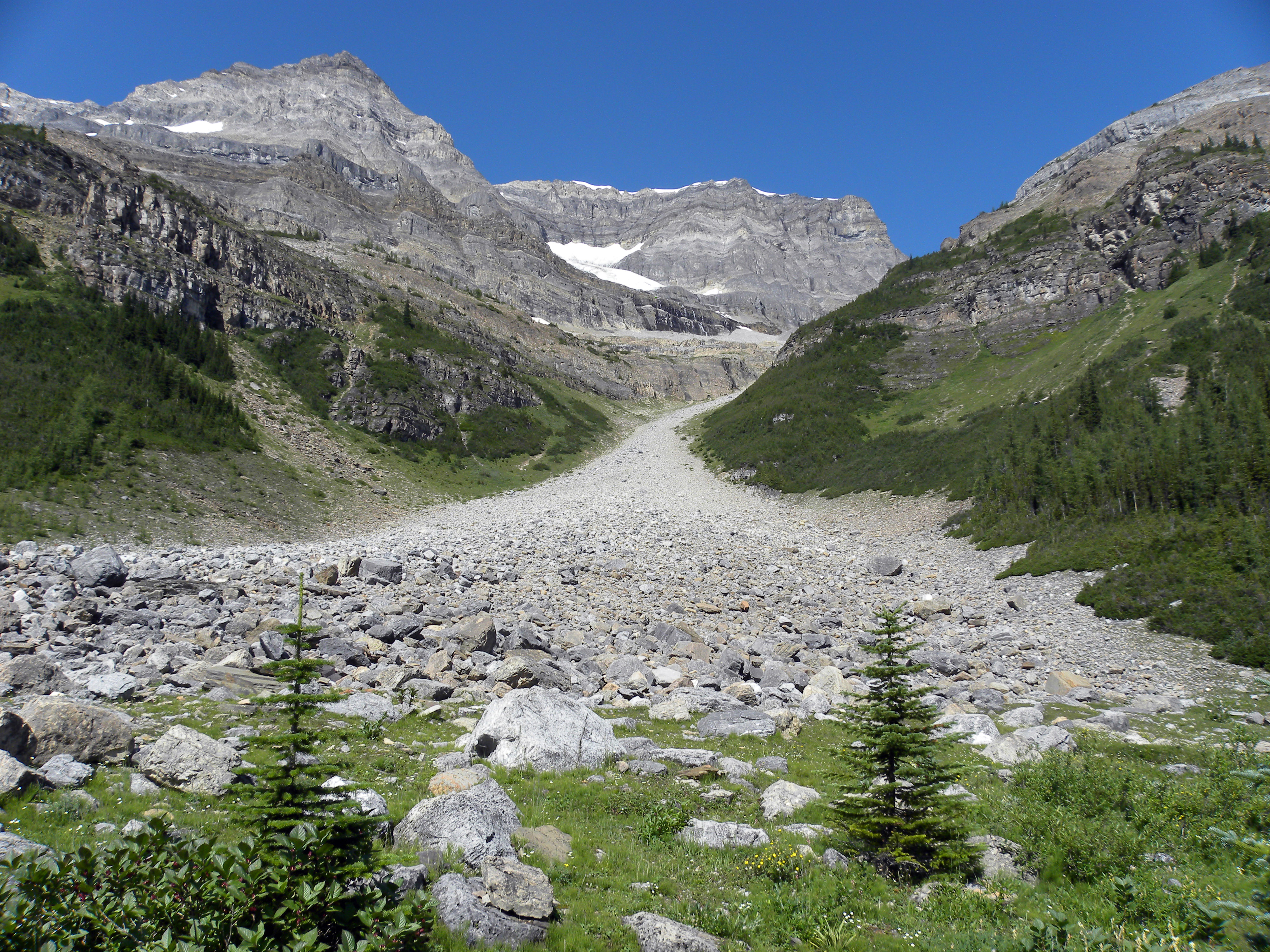
Пролювіальний конус виносу

Ко́нус ви́носу, ко́нус ви́несення (англ. alluvial fan; alluvial cone; detrital fan; fan; debris cone; нім. Schuttkegel m, Schuttfächer m, Schwemmkegel m, Schuttfächer m, Endschwemmkegel m) — 1) форма рельєфу і 2) геологічне тіло.

## Геологія
Конус винесення у геології — геологічне тіло, складене уламковим матеріалом, який відкладався у формі віяла, наприклад, алювіальний конус винесення.

## Фізична географія
Конус винесення у фізичній географії — форма рельєфу, утворена накопиченням пухкого уламкового матеріалу, відкладеного постійним або тимчасовим водотоком біля нижнього кінця яру, балки або долини, де відбувається різке зменшення сили потоку. Має вигляд плоского напівконуса, який повернений вершиною проти течії водотоку. В межах конуса винесення водотік розпадається на окремі рівчаки, які розходяться віялом до країв конуса. Особливо великі конуси винесення утворюються при виході гірських річок на рівнину. Підводні конуси винесення виявлені в гирлах підводних каньйонів та в межах шельфу Чорного та Азовського морів.
Розрізняють наземні (утворюються при виході на рівнину гірських річок) та підводні конуси винесення (у гирлах підводних каньйонів, мулистих потоків).
На конусах винесення часто розташовуються населені пункти. Природокористування на конусах виносу вирізняється певними особливостями.

## Поширення в Україні
В Україні поширені на передгірних рівнинах Карпат і Кримських гір, вздовж Гологоро-Кременецького кряжа, Канівських гір та окраїнах Середньоруської височини. Підводні конуси виносу є на дні водойм, зокрема у гирлах підводних каньйонів і на шельфах Чорного та Азовського морів.